# Romero Lubambo
Romero Magalhães Lubambo é um violonista, guitarrista, arranjador e compositor brasileiro, nascido no Rio de Janeiro, em 20 de julho de 1955.
Romero Lubambo começou a aprender piano clássico em uma idade muito precoce. Aos 13 anos, ele começou a aprender guitarra clássica, estudando na Escola de Música Villa-Lobos. No mesmo ano, ele começou a estudar Engenharia na Universidade PUC no Rio de Janeiro. Desde 1985, tem vivido nos Estados Unidos, onde tocou e gravou com nomes como Astrud Gilberto, Dianne Reeves, Michael Brecker, Al Jarreau, Kathleen Battle, Herbie Mann, Ivan Lins, Flora Purim, Airto Moreira, Paquito D'Rivera, Harry Belafonte, Grover Washington Jr., Luciana Souza, Sérgio Assad, Dave Douglas, Odair Assad, Leny Andrade e César Camargo Mariano. É um dos integrantes do Trio da Paz.
Em 2017, o álbum Dos Navegantes, em parceria com Edu Lobo e Mauro Senise, venceu o Grammy Latino de 2017 de Melhor Álbum de MPB.